# Omloop Het Volk 1958
L'Omloop Het Volk 1958, quattordicesima edizione della corsa, si svolse il 7 aprile per un percorso di 203 km, con partenza a Wevelgem ed arrivo a Gent. Fu vinto dal belga Jef Planckaert della squadra Carpano davanti ai connazionali Rik Van Looy e Roger De Corte.

## Ordine d'arrivo (Top 10)
| Pos. | Corridore            | Squadra                        | Tempo    |
| ---- | -------------------- | ------------------------------ | -------- |
| 1    | Jef Planckaert       | Carpano                        | 5h26'48" |
| 2    | Rik Van Looy         | Faema-Guerra                   | a 55"    |
| 3    | Roger De Corte       | Groene Leeuw-Leopold           | s.t.     |
| 4    | Martin Van Geneugden | Mercier-BP-Hutchinson          | s.t.     |
| 5    | Noël Foré            | Groene Leeuw-Leopold           | s.t.     |
| 6    | Jan Van Gompel       | Libertas-Dr.Mann               | s.t.     |
| 7    | Pino Cerami          | Elve-Peugeot-Marvan            | s.t.     |
| 8    | Norbert Kerckhove    | Faema-Guerra                   | s.t.     |
| 9    | Georges Decraeye     | Plume-Vainquer                 | s.t.     |
| 10   | Jos Hinsen           | Cali Broni-Girardengo-Libertas | s.t.     |